# Wright (New York)
Wright è una città nella contea di Schoharie, New York, Stati Uniti. La popolazione era di 1.547 al censimento del 2000. La città prende il nome dal governatore Silas Wright.
La città di Wright si trova nell'angolo nord-orientale della contea e si trova a ovest di Albany.

## Storia
La città fu fondata per la prima volta intorno al 1735, vicino a Gallupville.
Durante la Rivoluzione americana, nell'anno 1782, la città fu presa d'assalto dai Tory con i loro alleati nativi, infliggendo danni ai residenti e alle proprietà.
Wright fu formato dalla città di Schoharie nel 1846.
Il 7 novembre 2017, Mark Stolzenburg è stato eletto consigliere comunale. Padre di Brian Stolzenburg, è stato eletto su una piattaforma di accoglienza di volontari per incoraggiare il servizio pubblico e lo sviluppo economico.

## Geografia
Secondo lo United States Census Bureau, la città ha una superficie totale di 28,7 miglia quadre (74 km²), di cui 28,6 miglia quadre (74 km²) di esso è terra e 0,1 miglia quadre (0,26 km²)   (0,24%) è acqua.
A nord della città si trova al confine con la contea di Schenectady e a est con la contea di Albany . A ovest la città è in parte definita dal Louse Kill, un affluente del Fox Creek.
La Route 146 dello Stato di New York interseca la Route 443 dello Stato di New York, entrambe autostrade est-ovest vicino Gallupville a Wright. L'intersezione è il capolinea occidentale di NY-146.

## Società

### Evoluzione demografica
A partire dal censimento del 2000, c'erano 1.547 persone, 569 famiglie e 433 famiglie residenti nella città. La densità di popolazione era di 54 persone per miglio quadrato (20,9 / km²). Vi erano 622 unità abitative con una densità media di 21,7 per miglio quadrato (8,4 / km²). La composizione razziale della città era il 98,64% di bianchi, lo 0,39% di afroamericani, lo 0,26% di nativi americani, lo 0,19% di asiatici, lo 0,06% di altre razze e lo 0,45% di due o più razze. Ispanici o latini di qualsiasi razza erano lo 0,65% della popolazione.
Vi erano 569 famiglie, di cui il 36,2% aveva figli di età inferiore ai 18 anni che vivevano con loro, il 63,8% erano coppie sposate che vivevano insieme, il 6,9% aveva una donna di famiglia senza marito e il 23,9% non erano famiglie. Il 18,8% di tutte le famiglie era composto da individui e il 7,2% aveva qualcuno che viveva da solo di età pari o superiore a 65 anni.
Nella città, il 26,3% della popolazione era di età inferiore ai 18 anni, il 6,4% dai 18 ai 24 anni, il 31,5% dai 25 ai 44 anni, il 23,8% dai 45 ai 64 anni e il 12,0% di età pari o superiore a 65 anni . L'età media era di 38 anni. Per ogni 100 femmine, c'erano 100,9 maschi. Per ogni 100 femmine di età pari o superiore a 18 anni, c'erano 102,1 maschi.
Il reddito medio per una famiglia nella città era di $ 42.898 e il reddito medio per una famiglia era di $ 46.667. I maschi avevano un reddito medio di $ 32.464 contro $ 27.171 per le femmine. Il reddito pro capite per la città era di $ 19.711. Circa il 5,5% delle famiglie e l'8,9% della popolazione erano al di sotto della soglia di povertà, tra cui il 15,3% di quelli di età inferiore ai 18 anni e il 6,4% di quelli di età pari o superiore a 65 anni.

## Comunità e località a Wright
- Echo Pond – Un piccolo lago nell'angolo nord-est di Wright.
- Fox Creek – Un torrente che scorre fuori dal confine orientale della città.
- Gallupville – Una frazione nella parte sud-ovest della città, all'incrocio tra NY-146 e NY-443. È anche la posizione del primo insediamento in città. La chiesa evangelica luterana di Gallupville, la chiesa metodista di Gallupville e la casa di Gallupville sono elencate nel registro nazionale dei luoghi storici.
- Shutter Corners – Una frazione a nord-ovest di Gallupville sulla Route 443 .